# Ben White
Benjamin William White (sinh ngày 8 tháng 10 năm 1997), thường được biết đến với tên gọi Ben White, là một cầu thủ bóng đá chuyên nghiệp người Anh hiện đang thi đấu ở vị trí trung vệ cho câu lạc bộ Premier League Arsenal và đội tuyển bóng đá quốc gia Anh.
White bắt đầu sự nghiệp câu lạc bộ chuyên nghiệp của mình ở tuổi 18 vào năm 2016 với Brighton & Hove Albion. Anh ấy đã dành thời gian cho Newport County, Peterborough United và Leeds United dưới dạng cho mượn liên tiếp từ năm 2016 đến năm 2019. Sau đó, anh ấy chơi ở bốn giải đấu chuyên nghiệp của Anh, và giành chức vô địch cùng Leeds.  Sau một mùa giải với Brighton & Hove Albion, White là chủ đề của một vụ chuyển nhượng kỷ lục câu lạc bộ khi anh ký hợp đồng với Arsenal vào năm 2021 với giá trị lên tới 50 triệu bảng, trở thành hậu vệ đắt giá nhất của đội bóng.
White có trận ra mắt quốc tế cho đội tuyển Anh vào năm 2021 ở tuổi 23, và được chọn vào đội hình tham dự UEFA Euro 2020 và FIFA World Cup 2022.

## Phong cách chơi bóng
White được biết đến là một trung vệ chơi bóng có kỹ thuật tốt và cũng được cựu huấn luyện viên Michael Flynn khen ngợi về cách tắc bóng mạnh mẽ, White cũng có thể chơi ở vị trí tiền vệ phòng ngự hoặc hậu vệ phải . 
White định hướng phong cách của mình là một cầu thủ "ngầu" và "điềm tĩnh".  Anh còn nổi tiếng với những pha chạy nước rút tạo ra những pha phản công nhanh từ phía sau.  Huấn luyện viên Arsenal Mikel Arteta nói về White là "dũng cảm", "thực sự tài năng" và một "chiến binh", nói thêm: "Anh ấy tập luyện như thể đang chơi trận chung kết Champions League.

## Cuộc sống cá nhân
Vào tháng 5 năm 2023, White kết hôn với bạn gái Milly Adams trong một buổi lễ riêng tư ở London.

## Danh hiệu
Leeds United
- Giải vô địch EFL : 2019–2020[6]

Arsenal
- Siêu Cúp Anh: 2023

Đội tuyển Anh
- Á quân Giải vô địch châu Âu UEFA : 2020

Thành tích cá nhân
- Đội hình PFA của năm: Giải vô địch 2019–2020
- Giải thưởng Cầu thủ xuất sắc nhất năm của Quận Newport: 2017–2018
- Cầu thủ trẻ xuất sắc nhất mùa giải của Leeds United: 2019–2020
- Cầu thủ xuất sắc nhất mùa giải của Brighton & Hove Albion: 2020–2021